# Уилмердинг, Джон
Джон Уилмердинг (англ. John Wilmerding), полное имя Джон Карри Уилмердинг младший (англ. John Currie Wilmerding Jr.; 28 апреля 1938, Бостон, Массачусетс, США — 6 июня 2024, Нью-Йорк, США), — американский искусствовед, историк искусства, коллекционер и музейный куратор, заместитель директора Национальной галереи искусства (1983—1988), профессор Принстонского университета (1988—2007), автор ряда книг по истории американского искусства.

## Биография
Джон Уилмердинг родился 28 апреля 1938 года в Бостоне (штат Массачусетс, США) в семье бизнесмена Джона Карри Уилмердинга старшего (John Currie Wilmerding Sr.) и Лайлы Вандербильт Уилмердинг, урождённой Уэбб (Lila Vanderbilt Wilmerding, née Webb). Бабушкой Джона по материнской линии была Электра Хэвемайер Уэбб, коллекционер и основатель Музея Шелбурна, а её родителями (прадедом и прабабушкой Джона) были сахарный магнат и коллекционер Генри Осборн Хэвемайер и его жена Луизина Хэвемайер, собравшие большую коллекцию предметов европейского и азиатского искусства, которая была подарена ими Музею Метрополитен. 
Джон Уилмердинг вырос в Олд-Уэстбери, расположенном на Лонг-Айленде (штат Нью-Йорк). После окончания школы он учился в Гарвардском университете (Кембридж, штат Массачусетс). Сначала Уилмердинг планировал изучать американскую литературу, но затем переключился на историю искусств. В 1960 году он получил степень бакалавра искусств (А.B.), в 1961 году — степень магистра искусств, а в 1965 году — степень доктора философии (Ph.D.). Дипломная работа Уилмердинга, представленная в 1960 году, была посвящена творчеству американского художника-мариниста Фица Генри Лейна. Тема диссертации 1965 года — «История американского маринизма до эпохи паровых двигателей» (англ. A History of American Marine Painting up to the Age of Steam).
В 1966—1977 годах Уилмердинг работал преподавателем в Дартмутском колледже, расположенном в городе Хановер (штат Нью-Гэмпшир). В 1973 году он получил стипендию Гуггенхайма. В середине 1970-х Уилмердингу было поручено написать книгу «Американское искусство» (англ. American Art) для престижной серии «Pelican History of Art». Изначально предполагалось, что автором будет Альфред Барр, но он отказался. Книга, которую написал Уилмердинг, была издана в 1976 году.
В 1977—1988 годах Уилмердинг работал в Национальной галерее искусства (Вашингтон): в 1977—1983 годах он был старшим куратором, а в 1983—1988 годах — заместителем директора галереи. В период своей работы в Национальной галерее искусства Уилмердинг был куратором ряда выставок, включая такие крупные проекты как «Американский свет: движение люминистов, 1850—1875» (выставка 1980 года, англ. American Light: The Luminist Movement, 1850–1875), «Важная информация внутри: творчество Джона Пето и идея натюрморта в американском искусстве XIX века» (выставка 1983 года, англ. Important Information inside: The Art of John F. Peto and the Idea of Still-Life Painting in Nineteenth-Century America) и «Эндрю Уайет: Годы портретов Хельги» (выставка 1987 года, англ. Andrew Wyeth: The Helga Years).
В 1988 году Уилмердинг стал профессором Принстонского университета и работал на этой должности до 2007 года. Он был активным участником принстонской программы, связанной с американским искусством, — это включало в себя создание новых университетских курсов по этой тематике. В 1992—1997 годах Уилмердинг возглавлял кафедру искусства и археологии Принстонского университета.
Уилмердинг написал более 20 книг, среди которых монографии о творчестве американских художников Фица Генри Лейна, Уинслоу Хомера, Эндрю Уайета, Джона Пето, Роберта Индианы, Тома Вессельмана, Ричарда Эстеса и других. Он также является автором многочисленных обзоров и научных статей.
Джон Уилмердинг скончался 6 июня 2024 года в Нью-Йорке в возрасте 86 лет.

## Коллекция Уилмердинга

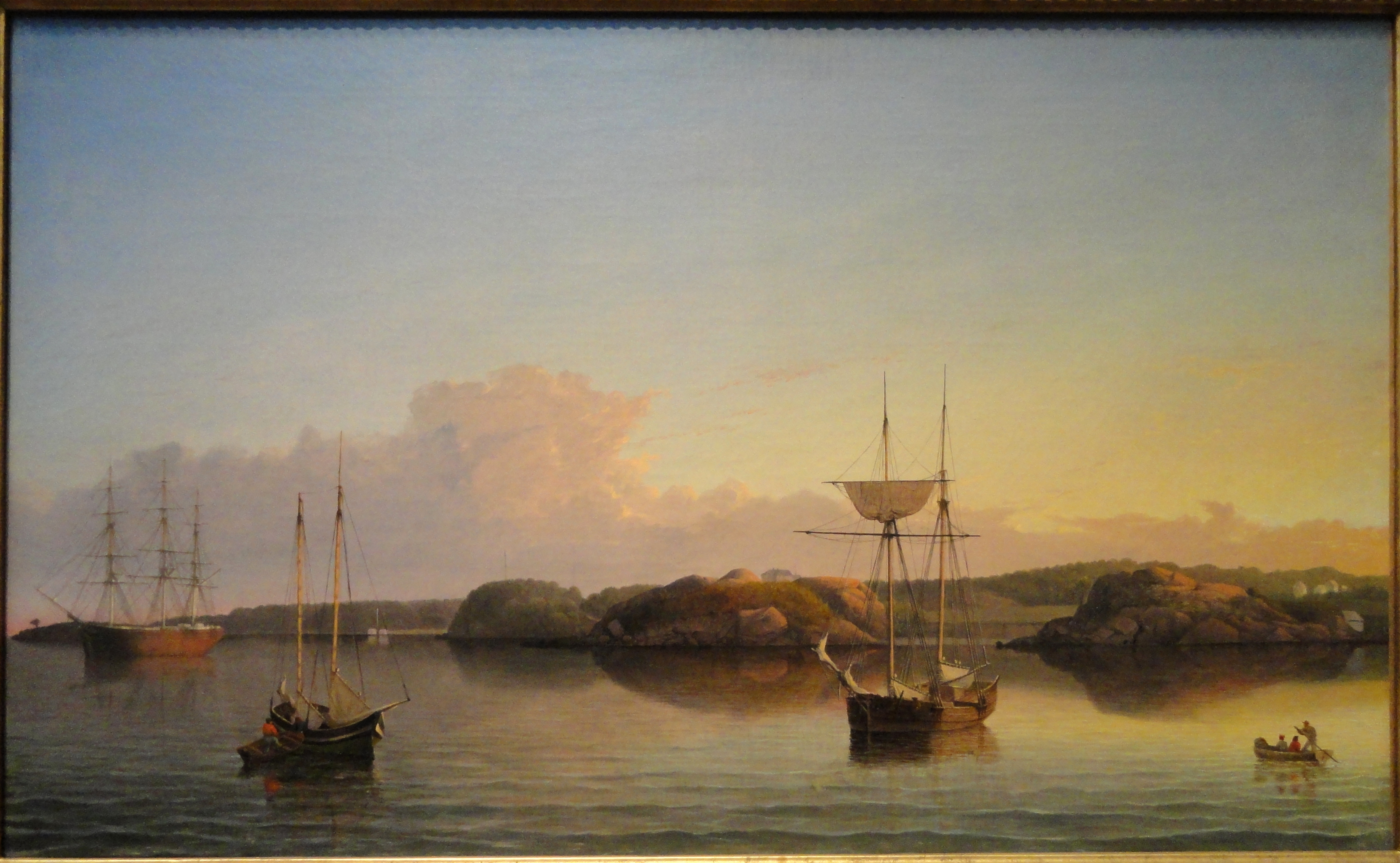
Фиц Генри Лейн. Cкалы Стейдж и западный берег внешней гавани Глостера (1857)

Примерно в то же время, когда Уилмердинг писал дипломную работу о творчестве Фица Генри Лейна, он приобрёл в одной из бостонских галерей картину этого художника «Cкалы Стейдж и западный берег внешней гавани Глостера» (англ. Stage Rocks and Western Shore of Gloucester Outer Harbor), заплатив за неё 3500 долларов (около 38 тысяч долларов в ценах 2024 года). Вслед за этим он купил ещё две картины — «Лодочник на Миссисипи» (англ. Mississippi Boatman) Джорджа Калеба Бингема и «Свет и тень: болота Ньюбери» (англ. Sunlight and Shadow: The Newbury Marshes) Мартина Джонсона Хеда — и продолжил собирать коллекцию произведений американских художников. По собственным словам Уилмердинга, после этого он уже «не мог остановиться». В более поздние годы он также интересовался поп-артом.
С 9 мая по 10 октября 2004 года в Национальной галерее искусства проходила выставка произведений из коллекции Джона Уилмердинга, под названием «Американские мастера от Бингема до Икинса» (англ. American Masters from Bingham to Eakins). На церемонии открытия выставки Уилмердинг объявил, что часть его коллекции останется в галерее навсегда. Помимо картин Лейна, Бингема и Хеда, коллекция Уилмердинга также включает в себя работы таких известных американских художников, как Уинслоу Хомер, Томас Икинс, Фредерик Эдвин Чёрч, Джон Фредерик Кенсетт и другие.

## Сочинения Джона Уилмердинга
- A History of American Marine Painting. — Peabody Museum of Salem, 1968
- Robert Salmon, Painter of Ship & Shore. — Peabody Museum of Salem, 1971
- Winslow Homer. — New York: Praeger, 1972
- Important Information inside: The Art of John F. Peto and the Idea of Still-Life Painting in Nineteenth-Century America. — Washington: National Gallery of Art, 1983
- American Art. — Puffin, 1976 (Pelican History of Art Series)
- American Masterpieces from the National Gallery of Art. — New York: Hudson Hills Press, 1980
- American Marine Painting. — New York: Harry N. Abrams, 1987
- Andrew Wyeth—The Helga Pictures. — New York: Harry N. Abrams, 1987
- Paintings by Fitz Hugh Lane. — New York: Harry N. Abrams, 1988
- Frank W. Benson — The Impressionist Years. — New York: Spanierman Gallery, 1988
- American Views—Essays on American Art. — Princeton University Press, 1993
- The Artist's Mount Desert: American Painters on the Maine Coast. — Princeton University Press, 1994
- Compass and Clock: Defining Moments in American Culture. — New York: Harry N. Abrams, 1999
- Signs of the Artist: Signatures and Self-Expression in American Painting. — Yale University Press, 2003
- Robert Indiana — The Artist and His Work. 1955—2005. — New York: Rizzoli, 2006
- Tom Wesselmann — His Voice and Vision. — New York: Rizzoli, 2008
- The Pop Object: The Still Life Tradition in Pop Art. — New York: Rizzoli, 2013
- American Masterpieces: Singular Expressions of National Genius. — Boston: David R. Godine, 2019